# 变光杜鹃
变光杜鹃（学名：Rhododendron calvescens）为杜鹃花科杜鹃花属下的一个种。

## 扩展阅读
- 維基物種上的相關：变光杜鹃